# Шалланд, Лев Адамирович
Лев Адамирович Шалланд — русский юрист, профессор, специалист в области государственного права.
Биографические сведения. Лев Адамирович Шалланд родился 2 ноября 1868 г. в деревне Фонтэн (кантон Невшатель, Швейцария). Отец Л. А. Шалланда – Адамир Петрович Шалланд (1839 г., коммуна Сент-Имье, Швейцария – не ранее 1895 г.), швейцарский подданный, известный преподаватель французского языка в Российской империи, автор учебников французской грамматики. Мать Л. А. Шалланда – Мария-Луиза (Францовна) Аршинар (1843 г. - ?). В 1896 г. Лев Адамирович Шалланд женился на Марии Ивановне Лазаревской (1869 - ?). В семье Льва и Марии Шалланд родились двое детей – Николай (1898 г.) и Елизавета (1900 г.).  
Л. А. Шалланд закончил 3-ю мужскую гимназию в Санкт-Петербурге (1879  – 1887), затем окончил юридический факультет  Санкт-Петербургского  Императорского университета (1887 – 1891). Сдав экзамен на степень магистра, служил в Министерстве финансов, а затем в Министерстве юстиции. Приват-доцент кафедры международного права Санкт-Петербургского Императорского университета. В 1903 г. Л. А. Шалланд защитил в  Санкт-Петербургском Императорском университете магистерскую диссертацию «Юридическая природа территориального верховенства» (1903). В 1913 г. Л. А. Шалланд защитил в  Санкт-Петербургском Императорском университете докторскую диссертацию «Иммунитет народных представителей». Л. А. Шалланд прибыл в Императорский Юрьевский университет на освободившуюся с переходом профессора А. Н. Филиппова в Московский университет должность по кафедре государственного права. Л. А. Шалланд - профессор и заведующий кафедрой государственного права (с 1904 г.), декан юридического факультета (1908 – 1912), проректор Императорского Юрьевского университета (1915 – 1918). С основания Воронежского государственного университета в 1918 г. - декан юридического факультета университета, профессор истории права и государства, член комитета по устройству университета в Воронеже, член правления Воронежского университета. Награды: орден Святой Анны 2 степени, орден Святого Станислава 3 степени, Знак Красного креста, медаль «В память 300-летия царствования Дома Романовых». Научное наследие: В библиотеке Воронежского государственного университета есть коллекция книг из личной библиотеки Л. А. Шалланда, в которой представлены издания на русском, французском и немецком языках. Круг научных интересов Л. А. Шалланда очень широк: он писал изначально в области международного права, позднее соединил изучение международного и государственного права, у него есть работы по гражданскому и наследственному праву. ,
Смерть и похороны. Умер в Ростове-на-Дону 13 декабря (по ст. ст.) 1919 г. от разрыва сердца. Накануне смерти он прибыл с Кавказа "в поисках убежища и труда". 13 декабря профессор зашел в Донской университет "встретиться с некоторыми сотоварищами", но неожиданно упал в коридоре и умер. 17 декабря в Ростове-на-Дону на Покровском кладбище состоялись похороны Л. А. Шалланда ,.
Научная память. 11 ноября 2022 г. накануне дня рождения юридического факультета Воронежского государственного университета декан факультета профессор  Ю.Н. Старилов прочитал публичную лекцию на тему «Вклад первого декана  юридического факультета ВГУ профессора Льва Адамировича Шалланда в теорию  конституционного контроля (конституционной юстиции)», которая основывалась на  опубликованной в 1905 г. статье Л.А. Шалланда «Верховный Суд и  конституционные гарантии». В заключении лекции профессор Ю.Н. Старилов подчеркнул, что "сформулированные  Л.А. Шалландом теоретические положения, касающиеся конституционного  контроля, востребованы и в настоящее время, ибо его статья – это предложение к  дискуссии о таких современных проблемах конституционного права, как: 1) конституционные  ценности; 2) конституционно-правовое положение специального судебного  органа (Конституционного Суда РФ), осуществляющего конституционное правосудие;  3) судебный конституционализм; 4) эффективная защита Конституции; 5) конституционная  юстиция (организационные и функциональные характеристики); 6) разделение  властей; судебная власть и судебная система; 7) судебный нормоконтроль; 8) статус  судей Конституционного Суда РФ; 8) конституционная реформа 2020 г." .

## Труды
- Das Prinzip der Minoritatenvertretung und die Proportionalwahl — СПб., 1894
- Юридическая природа территориального верховенства. т. I, СПб., 1903 (магистерская диссертация)
- Вопросы избирательного права, вып. 1 и 2. — СПб., 1905.
- Принцип невыдачи собственных подданных. «Журнал Юридического Общества», 1896, №10
- Каботажное судоходство в России. — Экономическое Обозрение, 1898, №8
- Международно-правовое отношение. — Вестник Права, 1900, №8
- — Aus der jungsten Kassationspraxis des Russischen Senats in Fragen des internationalen Privatrechts. — Zeitschrift f. intern. Privatund off. Recht, XIII

Также:
- Отчеты о движении русского законодательства за 1896–1901 годы в «Annuaire de legislation etrangere»
- Конституционные гарантии / Конституционное государство. 2 изд., СПб., 1906